# Кубок Португалії з футболу 2013—2014
Кубок Португалії з футболу 2013–2014 — 74-й розіграш кубкового футбольного турніру в Португалії. Титул здобула Бенфіка.

## Календар
| Раунд           | Дата матчів                                            | Матчі | Клуби     |
| --------------- | ------------------------------------------------------ | ----- | --------- |
| Перший раунд    | 1 вересня 2013                                         | 44    | 156 → 112 |
| Другий раунд    | 21–22 вересня 2013                                     | 48    | 112 → 64  |
| Третій раунд    | 19-20 жовтня 2013                                      | 32    | 64 → 32   |
| Четвертий раунд | 9 листопада-4 грудня 2013                              | 16    | 32 → 16   |
| 1/8 фіналу      | 4–5 січня 2014                                         | 8     | 16 → 8    |
| Чвертьфінали    | 5–6 лютого 2014                                        | 4     | 8 → 4     |
| Півфінали       | 26 березня 2014 (1-ий матч) 16 квітня 2014 (2-ий матч) | 4     | 4 → 2     |
| Фінал           | 18 травня 2014                                         | 1     | 2 → 1     |

## Третій раунд
| Команда 1                    | Рахунок         | Команда 2             |
| ---------------------------- | --------------- | --------------------- |
| 19 жовтня 2013               |                 |                       |
| Сінфайнш (3)                 | 0:1             | Бенфіка               |
| Мафра (3)                    | 0:1             | Бейра-Мар             |
| Пенафієл (2)                 | 4:2             | Операріо (3)          |
| Алжуштреленсе (4)            | 0:1             | Авеш (2)              |
| Фатіма (3)                   | 0:3             | Віторія (Гімарайнш)   |
| Олівейренсе (2)              | 1:3             | Пасуш ді Феррейра     |
| Лейшойш (2)                  | 1:0             | Фелгейраш 1932 (3)    |
| Спортінг (Ковілья) (2)       | 2:1             | Санта-Клара (2)       |
| Жафетенсе (4)                | 0:2             | Брага                 |
| Морейренсе (2)               | 0:2             | Ештуріл               |
| Порту                        | 1:0             | Трофенсе (2)          |
| 20 жовтня 2013               |                 |                       |
| Рібейрао (3)                 | 2:0             | Сан-Жуан-де-Вер (3)   |
| Камача (3)                   | 2:1 дч          | Вілаверденсе (3)      |
| Фафі (3)                     | 6:0             | Піенсе (4)            |
| Лузітано (3)                 | 1:2             | Ольяненсе             |
| Санта Марія (3)              | 1:0             | Насьонал              |
| Жил Вісенте                  | 5:0             | Калдаш (3)            |
| Атлетіку (Лісабон) (2)       | 1:0             | Санта-Евлалія (4)     |
| Лоулетано (3)                | 0:2             | Фамалікао (3)         |
| Віторія (Сетубал)            | 3:1             | Альканененші (3)      |
| Лоурес (3)                   | 0:3             | АД Олівейренсе (3)    |
| Варзін (3)                   | 1:4             | Ароука                |
| Марітіму                     | 3:1             | Фреамунде (3)         |
| Лагуш (3)                    | 0:3             | Ріу Аве               |
| Бенфіка (Кастело Бранко) (3) | 1:2             | Шавеш (2)             |
| Сертаненсе (3)               | 2:0             | Жрандоленсе (4)       |
| Уніау Лейрія (3)             | 1:3             | Тондела (2)           |
| Орієнтал (3)                 | 1:1 дч пен. 3:5 | Академіку (Візеу) (2) |
| Белененсеш                   | 2:2 дч пен. 2:4 | Академіка             |
| Портімоненсе (2)             | 0:0 дч пен. 3:5 | Кова Піедаде (3)      |
| Фейренсе (2)                 | 2:2 дч пен. 5:3 | Фаренсе (2)           |
| Спортінг (Лісабон)           | 8:1             | Альба (4)             |

## Четвертий раунд
| Команда 1              | Рахунок         | Команда 2              |
| ---------------------- | --------------- | ---------------------- |
| 9 листопада 2013       |                 |                        |
| Рібейрао (3)           | 0:2             | Пенафієл (2)           |
| Кова Піедаде (3)       | 0:0 дч пен. 3:4 | Жил Вісенте            |
| Ароука                 | 2:0             | Шавеш (2)              |
| Бенфіка                | 4:3 дч          | Спортінг (Лісабон)     |
| 10 листопада 2013      |                 |                        |
| Камача (3)             | 1:2 дч          | Атлетіку (Лісабон) (2) |
| Академіка              | 1:1 дч пен. 4:3 | Академіку (Візеу) (2)  |
| Марітіму               | 3:0             | АД Олівейренсе (3)     |
| Ріу Аве                | 4:2             | Сертаненсе (3)         |
| Фамалікао (3)          | 0:1 дч          | Ештуріл                |
| Віторія (Сетубал)      | 2:1             | Санта Марія (3)        |
| Ольяненсе              | 1:3             | Брага                  |
| Віторія (Гімарайнш)    | 0:2             | Порту                  |
| 17 листопада 2013      |                 |                        |
| Фафі (3)               | 1:2             | Авеш (2)               |
| Тондела (2)            | 0:1             | Пасуш ді Феррейра      |
| 4 грудня 2013          |                 |                        |
| Спортінг (Ковілья) (2) | 1:2             | Лейшойш (2)            |
| Бейра-Мар              | 3:2             | Фейренсе (2)           |

## 1/8 фіналу
| Команда 1         | Рахунок | Команда 2              |
| ----------------- | ------- | ---------------------- |
| 4 січня 2014      |         |                        |
| Лейшойш (2)       | 1:5     | Ештуріл                |
| Ріу Аве           | 1:0     | Віторія (Сетубал)      |
| Порту             | 6:0     | Атлетіку (Лісабон) (2) |
| Бенфіка           | 5:0     | Жил Вісенте            |
| 5 січня 2014      |         |                        |
| Пасуш ді Феррейра | 1:2     | Авеш (2)               |
| Марітіму          | 2:3     | Пенафієл (2)           |
| Бейра-Мар         | 0:1     | Академіка              |
| Брага             | 2:0     | Ароука                 |

## Чвертьфінали
| Команда 1     | Рахунок | Команда 2 |
| ------------- | ------- | --------- |
| 5 лютого 2014 |         |           |
| Пенафієл (2)  | 0:1     | Бенфіка   |
| Порту         | 2:1     | Ештуріл   |
| 6 лютого 2014 |         |           |
| Ріу Аве       | 1:0     | Академіка |
| Брага         | 3:1 дч  | Авеш (2)  |

## Півфінали
| Команда 1                 | Заг. | Команда 2 | 1-й матч | 2-й матч |
| ------------------------- | ---- | --------- | -------- | -------- |
| 26 березня/16 квітня 2014 |      |           |          |          |
| Порту                     | 2:3  | Бенфіка   | 1:0      | 1:3      |
| Брага                     | 0:2  | Ріу Аве   | 0:0      | 0:2      |

## Фінал
| 18 травня 2014 19:15 (EEST) |

| Бенфіка    | 1:0      | Ріу Аве |
| ---------- | -------- | ------- |
| Гайтан 20' | Протокол |         |

| Національний стадіон (Жамор), Оейраш Глядачів: 37 150 Арбітр: Карлос Шістра |